# ワシタ郡 (ルイジアナ州)
ワシタ郡（英: Ouachita Parish）は、アメリカ合衆国ルイジアナ州の北部に位置する郡である。16万0368人（2020年）。郡庁所在地はモンローであり、同郡で人口最大の町である。
ワシタ郡はモンロー都市圏に属しており、またモンロー・バストロップ広域都市圏を構成している。

## 歴史

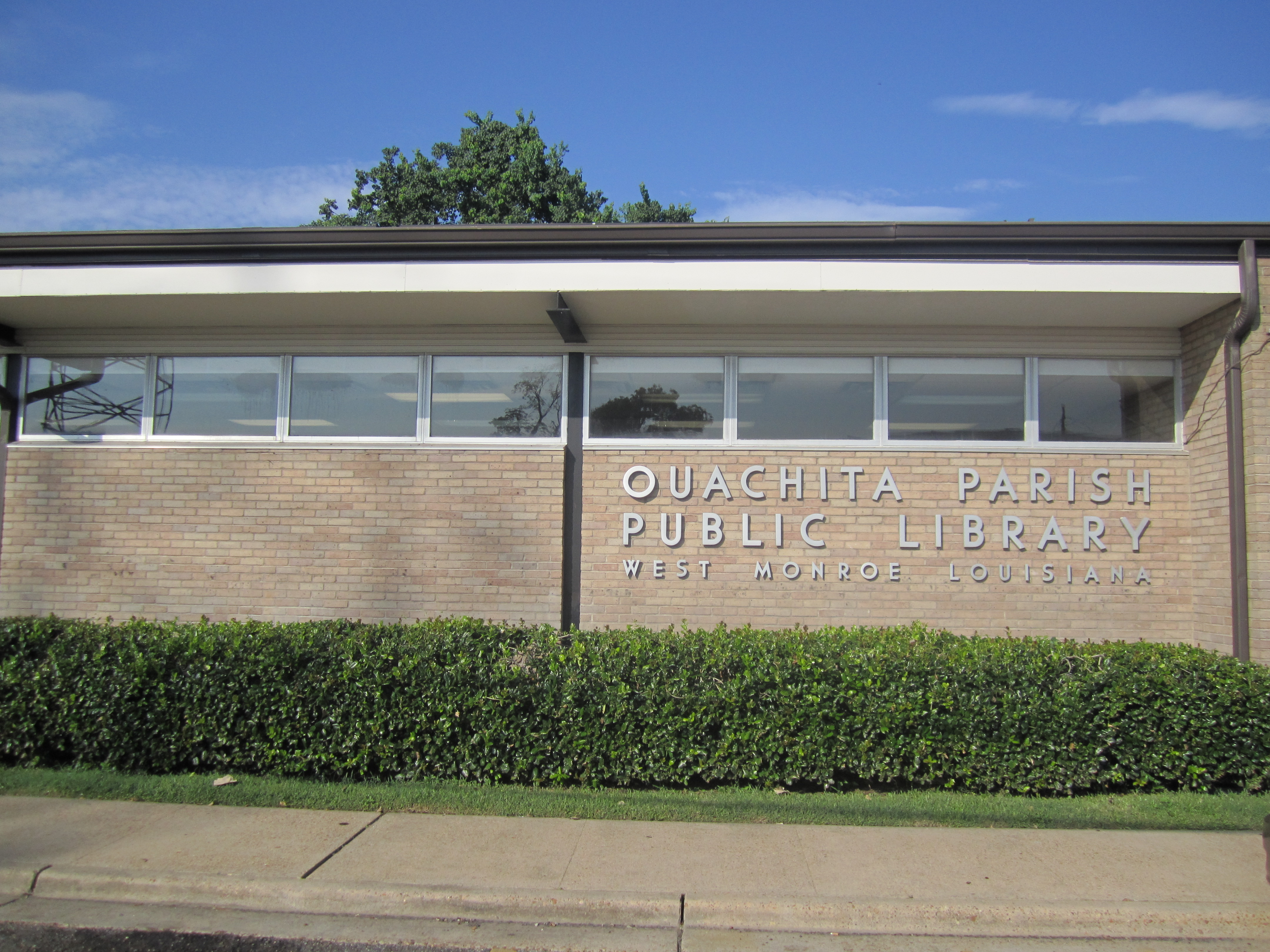
ウェストモンロー中心街にあるワシタ郡公共図書館

### 前史時代
ワシタ郡となった地域には、ヨーロッパ人の開拓が始まる数千年前から、様々なインディアン部族が住んでいた。マークスビル文化、トロイビル文化、コールズクリーク文化およびプラークミン文化の人々が、地域全体に集落やマウンドを築いた。著名な例としては、ワシタ川の自然堤にあるフィルヒオル・マウンドがある。

### 探検と郡成立以後
ワシタ郡は、アーカンソー州南部からルイジアナ州北部を流れるワシタ川と同じ名前が採られている。1541年、現在のワシタ郡領域に最初に足を踏み入れたヨーロッパ人は、スペインの探検家でコンキスタドールのエルナンド・デ・ソトだった。その遠征隊はホワイト川近くでミシシッピ川西岸に渡り、西岸の泥地を避けるためにワシタ川とテンサス川合流点近くでルイジアナに下った。1720年にはフランス人開拓者が地域に入ってきた。1769年、アレジャンドロ・オライリーがこの地域のスペイン領有を宣言した。この時に行われた国勢調査では人口110人だった。1785年、フアン・フィルヒオルがルイジアナでは初のヨーロッパ人による基地を設立し、ミロ砦と呼んだが、1805年には都市になった。ルイジアナ買収から16年後の1819年にミロ砦はワシタ砦と改名された。ワシタ砦は大きく成長したので、1820年頃には、ワシタ川を初めて航行した蒸気船に因んでモンロー市になった。1807年3月31日、オーリンズ準州が19の小区分を作った。ワシタ郡はこの最初の19郡の1つだが、その後さらに8つの郡に分割された。1853年、トレントンの北部にコットンポートが設立された。1882年、トレントンの町が法人化され、1886年には唯一市民憲章の定める町となった。1883年、ワシタ川に架かる最初の鉄道橋が建設された。1916年、モンロー天然ガス田が発見された。このガス田は広さ500平方マイル (1,300 km2) 以上に及び、6兆5,000立方フィート (1,800億 m3) の埋蔵量があると推計された。このことでモンロー市は一時期世界の天然ガス首都と呼ばれるようになった。1961年8月にスターリントンの町が法人化され、1974年にはリッチウッドが続いた。

## 地理
アメリカ合衆国国勢調査局に拠れば、郡域全面積は633平方マイル (1,639 km2)であり、このうち陸地611平方マイル (1,582 km2)、水域は22平方マイル (57 km2)で水域率は3.50％である。

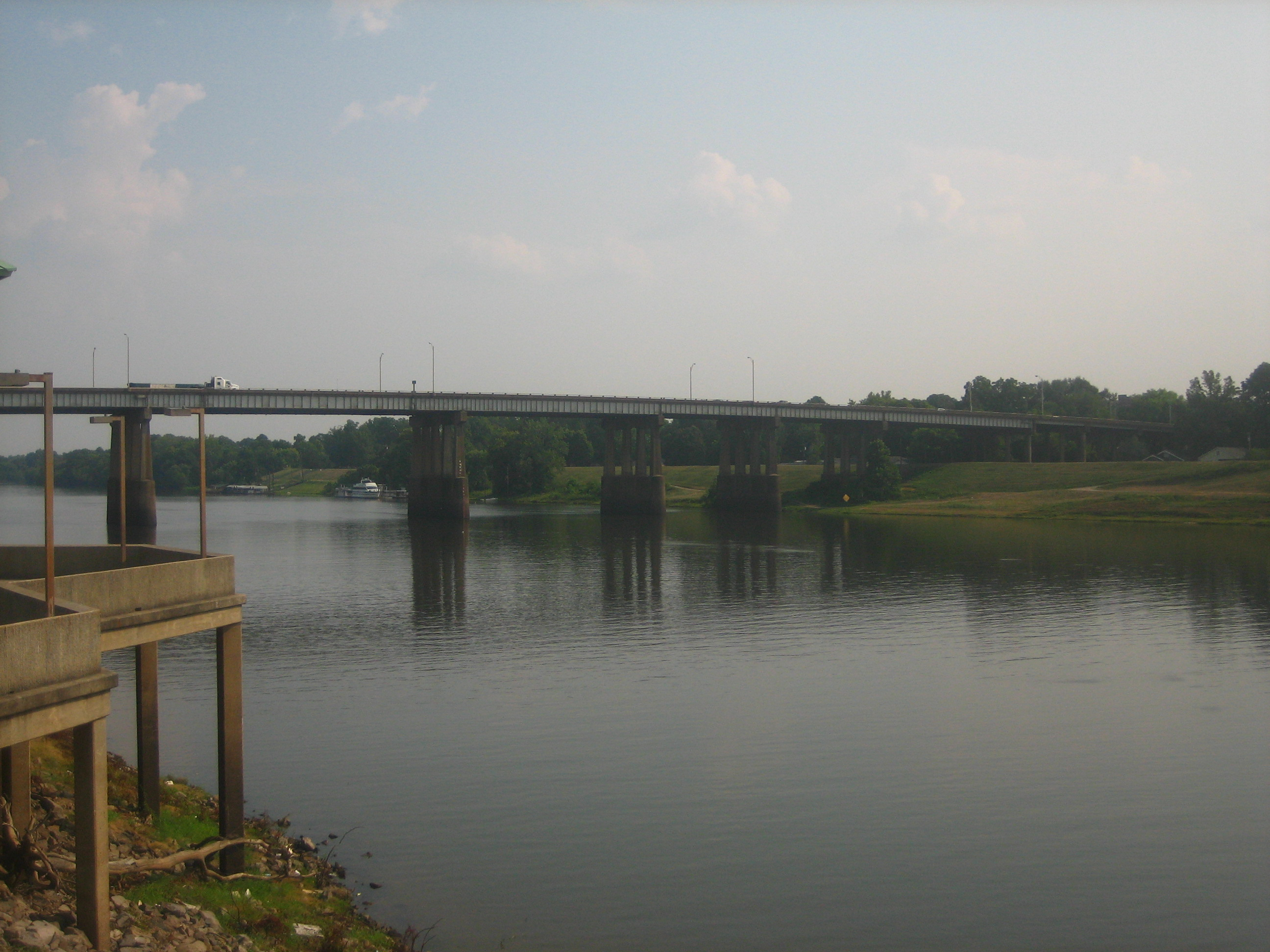
ワシタ川が郡庁舎近くでモンロー市とウェストモンロー市を分けている

### 主要高規格道路
- 州間高速道路20号線
- アメリカ国道80号線
- アメリカ国道165号線
- ルイジアナ州道2号線
- ルイジアナ州道15号線
- ルイジアナ州道34号線

### 隣接する郡
- ユニオン郡 - 北
- モアハウス郡 - 北東
- リッチランド郡 - 東
- コールドウェル郡 - 南
- ジャクソン郡 - 南西
- リンカーン郡 - 西

### 国立保護地域
- ブラックバイユー湖国立野生生物保護区
- ダーボン国立野生生物保護区（部分）

## 人口動態
以下は2000年国勢調査による人口統計データである。
| 基礎データ - 人口: 147,250人 - 世帯数: 55,216 世帯 - 家族数: 38,319 家族 - 人口密度: 93人/km2（241人/mi2） - 住居数: 60,154軒 - 住居密度: 38軒/km2（98軒/mi2） 人種別人口構成 - 白人: 64.48% - アフリカン・アメリカン: 33.63% - ネイティブ・アメリカン: 0.23% - アジア人: 0.64% - 太平洋諸島系: 0.03% - その他の人種: 0.33% - 混血: 0.67% - ヒスパニック・ラテン系: 1.19% 年齢別人口構成 - 18歳未満: 27.9% - 18-24歳: 12.0% - 25-44歳: 27.9% - 45-64歳: 20.3% - 65歳以上: 11.8% - 年齢の中央値: 32歳 - 性比（女性100人あたり男性の人口） - 総人口: 89.3 - 18歳以上: 84.5 | 世帯と家族（対世帯数） - 18歳未満の子供がいる: 34.2% - 結婚・同居している夫婦: 47.7% - 未婚・離婚・死別女性が世帯主: 17.9% - 非家族世帯: 30.6% - 単身世帯: 25.8% - 65歳以上の老人1人暮らし: 9.3% - 平均構成人数 - 世帯: 2.58人 - 家族: 3.12人 収入と家計 - 収入の中央値 - 世帯: 32,047米ドル - 家族: 40,206米ドル - 性別 - 男性: 31,616米ドル - 女性: 23,139米ドル - 人口1人あたり収入: 17,084米ドル - 貧困線以下 - 対人口: 20.7% - 対家族数: 15.8% - 18歳未満: 29.7% - 65歳以上: 15.8% |

## 2008年大統領選挙
2008年の大統領選挙では、共和党候補、アリゾナ州のジョン・マケインが41,741票、62％を獲得したのに対し、民主党候補、イリノイ州のバラク・オバマは24,813票、37％しか得られなかった。その他の候補者が残り1％だった。

## 都市と町

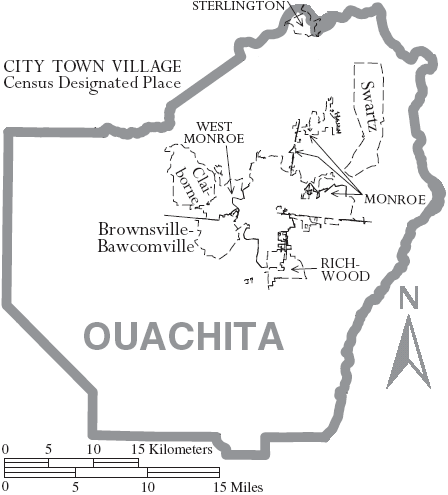
ワシタ郡図

- モンロー - 郡庁所在地
- ウェストモンロー
- リッチウッド
- スターリントン

### 国勢調査指定地域
- ブラウンズビル・ボーコムビル
- クレイボーン
- スワーツ

### その他の町
- カルフーン

## メディア
ルイジアナ大学モンロー校の劇ドラマ部門長、ジョージ・C・ブライアン（1919年-2007年）が制作した『ワシタ川の贈り物』というドキュメンタリーで、モンローの歴史を伝えている。

## 教育
ワシタ郡教育委員会が地元の公立学校を運営している。ただし、モンロー市内はモンロー市教育学区が管轄している。モンロー市内にはルイジアナ大学モンロー校がある。